# La Seine à Saint-Cloud
La Seine à Saint-Cloud est un sujet du peintre norvégien Edvard Munch représenté dans neuf tableaux peints entre janvier et début mai 1890.
Un de ces tableaux est exposé au Frances Lehman Loeb Art Center du Vassar College à  Poughkeepsie (New York, États-Unis), un au Musée Stenerse à Oslo (Norvège) et un au Musée Munch d'Oslo. Cinq appartiennent à des collectionneurs privés et la localisation du dernier est inconnue.